# Залізничний тунель

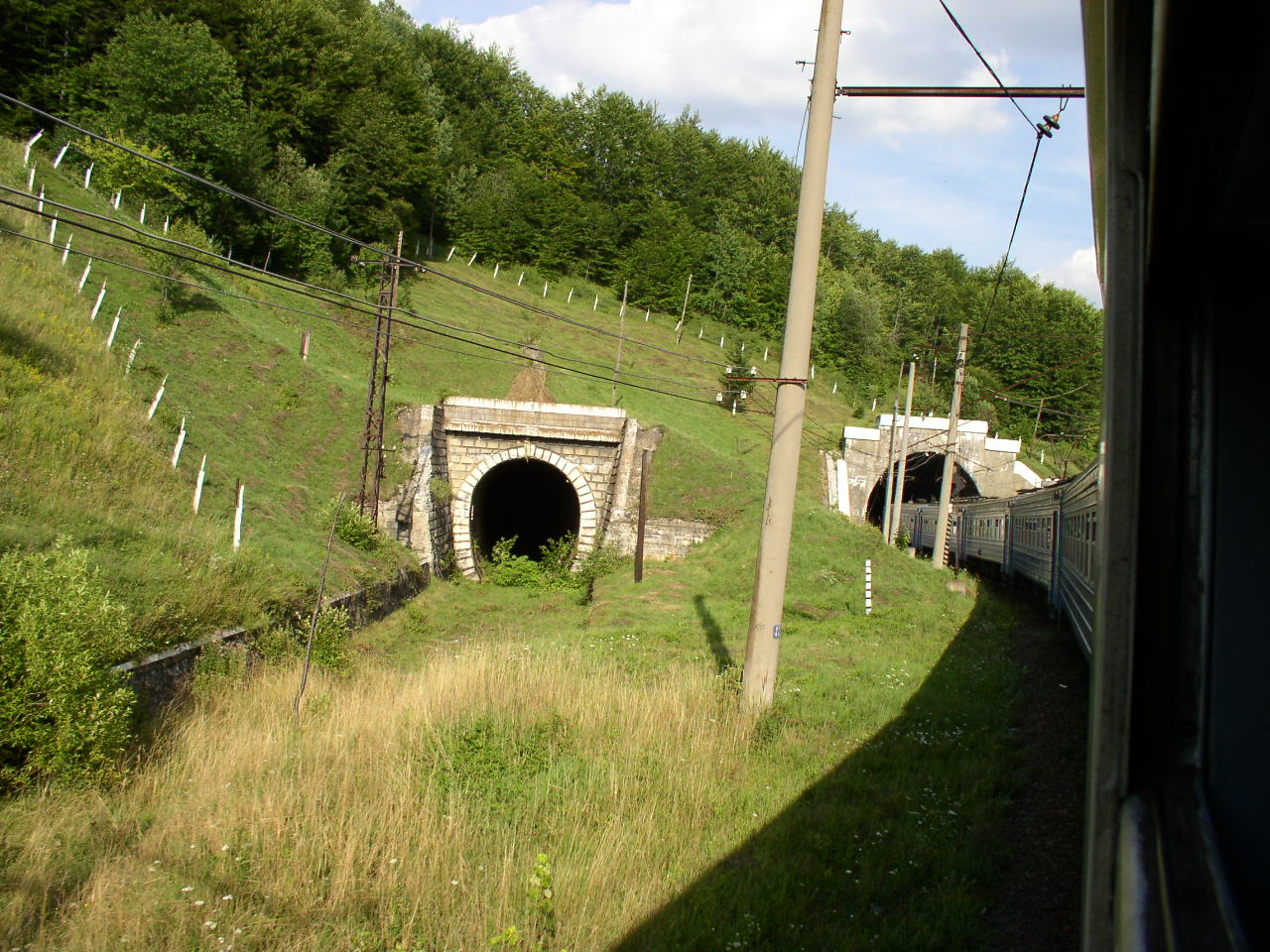
Тунелі в Українських Карпатах

Залізни́чний туне́ль — тунель, призначений для руху поїздів. Умовно виділяються тунелі, що проходять через гірський масив, тунелі, що проходять під водою, міські тунелі, інакше звані глибоким введенням. Тунелі метрополітену за своєю суттю також належать до залізничних тунелів.
Найдовшим залізничним тунелем у світі стане Готтардський базисний тунель в Швейцарії. Його довжина складає 57 кілометрів, будівництво завершене в 2017 році.

## Системи управління залізничними тунелями
Кожен великий і активно експлуатований тунель вимагає роботи системи управління, яка охоплює систему вентиляції, безпеки, телеметрії.
В особливо довгих залізничних тунелях влаштовуються аварійні станції, які в разі виникнення пожежі дозволять евакуювати пасажирів.

## Тунелі в Україні

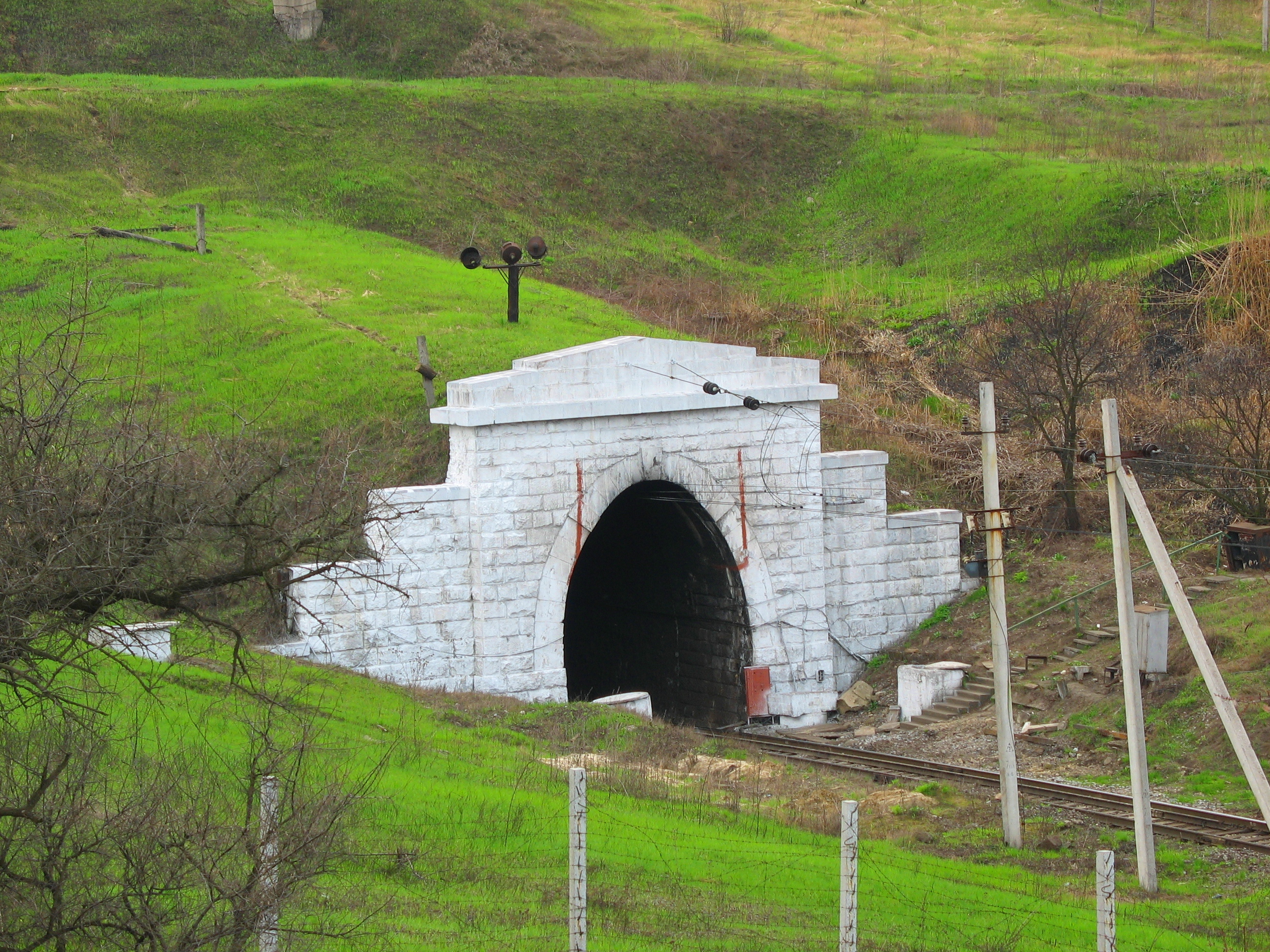
Один з небагатьох залізничних тунелів в рівнинній частині України - Лоцманський, Тунельна балка (місто Дніпро)

На території України налічується 29 залізничних тунелів. Більшість із них знаходяться у Карпатах. У рівнинній частині країни є лише три тунелі — Лоцманський (Мерефо-Херсонський), Лутугинський та Глафирівський.
Найбільша кількість тунелів знаходиться на залізниці Самбір — Ужгород — 10 тунелів. На лінії Делятин — Ділове налічується 7 тунелів. 6 тунелів знаходяться у Севастополі, на лінії Стрий — Батьово знаходиться 4 тунелі, зокрема Бескидський.